# Санный спорт на зимних Олимпийских играх 1992
Соревнования по санному спорту на зимних Олимпийских играх 1992 прошли с 9 по 12 февраля. Были разыграны три комплекта наград — на одноместных и двухместных санях среди мужчин и одноместных санях среди женщин.
Заезды состоялись в расположенной неподалёку от Альбервиля деревне Ла-Плань, строительство санно-бобслейной трассы началось там ещё в 1988 году, в декабре 1990-го объект был сдан в эксплуатацию. Протяжённость трассы составляла 1250 м со средним перепадом высот 8,8 %, при этом женщины стартовали чуть ниже — для них дистанцию укоротили до 1143 м при перепаде высот 8,9 %.
Наиболее успешной оказалась сборная объединённой Германии, выигравшая два золотых комплекта наград, один серебряный и один бронзовый. Немцы уступили лишь в программе женских одиночных саней, где лидерство удерживали сёстры из Австрии Дорис и Ангелика Нойнер. Австрийскую и немецкую гегемонию смогли нарушить лишь спортсмены из Италии, выигравшие бронзу в мужском парном разряде.

## Медалисты
| Дисциплина         | Золото                                | Серебро                                 | Бронза                                  |
| Одиночки (мужчины) | Георг Хакль Германия                  | Маркус Прок Австрия                     | Маркус Шмидт Австрия                    |
| Одиночки (женщины) | Дорис Нойнер Австрия                  | Ангелика Нойнер Австрия                 | Зузи Эрдман Германия                    |
| Двойки             | Германия · Штефан Краусе · Ян Берендт | Германия · Ивес Манкель · Томас Рудольф | Италия · Хансйорг Рафль · Норберт Хубер |

## Медальный зачёт
| Место | Страна   | Золото | Серебро | Бронза | Всего |
| ----- | -------- | ------ | ------- | ------ | ----- |
| 1     | Германия | 2      | 1       | 1      | 4     |
| 2     | Австрия  | 1      | 2       | 1      | 4     |
| 3     | Италия   | 0      | 0       | 1      | 1     |